# Plectrelminthus caudatus
Plectrelminthus es un género monotípico de orquídeas de hábitos epífitas. Su única especie: Plectrelminthus caudatus (Lindl.) Summerh. (1949) - especie tipo, se encuentra distribuida en el oeste de África tropical.

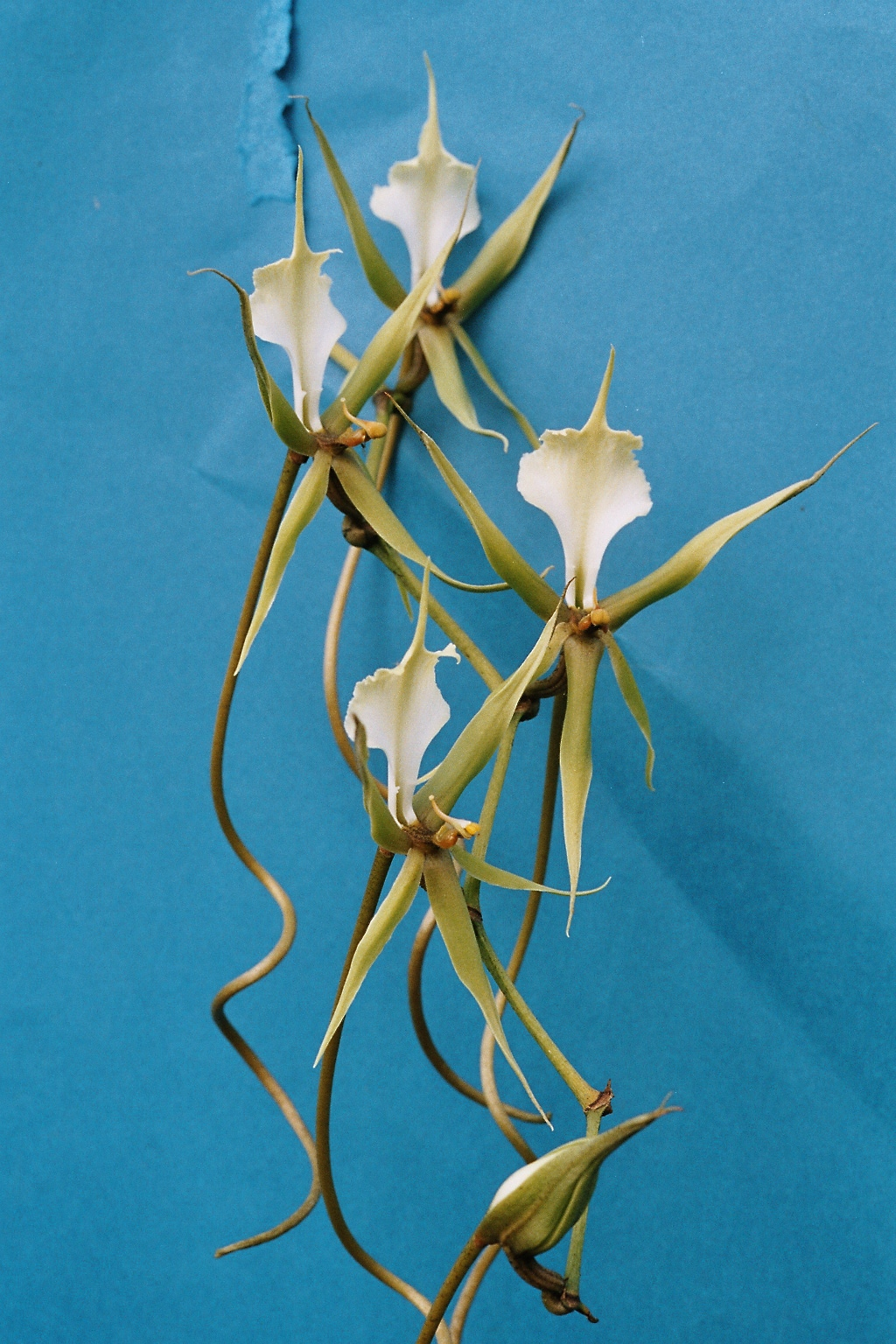
Vista de la planta

Es un género separado de Angraecum y Aerangis por su diferente columna y polinia.

## Descripción
La planta se asemeja a una cinta en su hábito de crecimiento, pero con hojas más delgadas. Las flores son grandes en forma de araña invertida y el largo espolón (nectario) gira a un lado y otro de la espiga de flores. Esta planta es fácil de crecer y prospera en condiciones similares a lo que necesita Phalaenopsis. La forma de gran araña verde que adoptan las flores tienen un labio blanco con forma de espada con una punta afilada. Las flores tienen una fragancia agradable, que es más acentuada en la noche.

## Taxonomía
Plectrelminthus caudatus fue descrita por Lindl. Summerh. y publicado en Kew Bulletin 441. 1949.
- Angraecum caudatum Lindl., Edwards's Bot. Reg. 22: t. 1844 (1836).
- Listrostachys caudata (Lindl.) Rchb.f. in W.G.Walpers, Ann. Bot. Syst. 6: 907 (1864).
- Angorchis caudata (Lindl.) Kuntze, Revis. Gen. Pl. 2: 651 (1891).
- Leptocentrum caudatum (Lindl.) Schltr., Orchideen: 600 (1914).
- Plectrelminthus bicolor Raf., Fl. Tellur. 4: 42 (1838).[1]